# Peter Luck
Peter Geoffrey Luck (ur. 4 sierpnia 1925 w Rochford, zm. 29 czerwca 2015) – brytyjski zapaśnik. Olimpijczyk z Londynu 1948, gdzie zajął czternaste miejsce w kategorii do 67 kg, w stylu wolnym.
Mistrz Wielkiej Brytanii w 1948 i 1955 roku.

## Letnie Igrzyska Olimpijskie 1948
| Konkurencja      | Rundy eliminacyjne   | Rundy eliminacyjne   | Klas. końcowa |
| Konkurencja      | Przeciwnik I         | Przeciwnik II        | Miejsce       |
| ---------------- | -------------------- | -------------------- | ------------- |
| 67 kg styl wolny | Morgan Plumb (CAN) P | László Bakos (HUN) P | 14.           |